# 鬼宿三
鬼宿三 (γ Cnc / γ Cancri)是在巨蟹座的一個恆星系，它的固有名稱是 Asellus Borealis (拉丁文的意思是"北方的小驢子").
鬼宿三是一顆白色的A-型次巨星，視星等+4.66等，距離地球大約158光年。由於它鄰近黃道，因此經常會被月球，偶爾也會被行星遮蔽。